# Ligue des champions féminine de l'EHF 2019-2020
Navigation
2018-2019 2020-2021
La Ligue des champions 2019-2020 est la soixantième édition de la Ligue des champions féminine de l'EHF. Sous l'égide de la Fédération européenne de handball (EHF), elle oppose les meilleurs clubs féminins de handball d'Europe.
Le club hongrois du Győri ETO KC est le triple tenant du titre.
Du fait de la pandémie de Covid-19, la compétition est suspendue avant le stade des quarts de finale. Après avoir été une première fois reportés en juin, la Fédération européenne de handball espère pouvoir les jouer deux jours avant la finale à quatre, reportée aux 5 et 6 septembre 2020. Si la finale à quatre ne pouvait être tenue à cette date, elle est alors censée être reprogrammée en octobre, auquel cas les quarts de finale n'étaient pas joués et les clubs ayant terminé aux deux premières places du tour principal étaient directement qualifiées pour les demi-finales. Néanmoins, le 26 juin 2020, l'EHF décide que la compétition est définitivement annulée, les conditions sanitaires ne permettent pas le maintien d'un événement censé accueillir plusieurs milliers de spectateurs.

## Participants
| Équipe                  | Titre                         |
| ----------------------- | ----------------------------- |
| Győri ETO KC            | Tenant du titre               |
| Budućnost Podgorica     | Champion du Monténégro        |
| SCM Râmnicu Vâlcea      | Champion de Roumanie          |
| Vipers Kristiansand     | Champion de Norvège           |
| Rostov-Don              | Champion de Russie            |
| Team Esbjerg            | Champion de Danemark          |
| Metz Handball           | Champion de France            |
| SG BBM Bietigheim       | Champion d'Allemagne          |
| RK Krim                 | Champion de Slovénie          |
| IK Sävehof              | Champion de Suède             |
| MKS Lublin              | Champion de Pologne           |
| ŽRK Podravka Koprivnica | Champion de Croatie           |
| FTC-Rail Cargo Hungaria | 2e du championnat de Hongrie  |
| CSM Bucarest            | 2e du championnat de Roumanie |
| Brest Bretagne Handball | 3e du championnat de France   |

| Équipe                   | Titre                          |
| ------------------------ | ------------------------------ |
| Rocasa Gran Canaria      | Champion d'Espagne             |
| ŽORK Jagodina            | Champion de Serbie             |
| DHK Banik Most           | Champion de République tchèque |
| Kastamonu Belediyesi GSK | Champion de Turquie            |

## Phase de qualification
|  | Demi-finales             | Demi-finales             | Demi-finales             | Demi-finales             |                               |                | Finale           | Finale           | Finale           | Finale           |
|  |                          |                          |                          |                          |                               |                |                  |                  |                  |                  |
|  | 7 septembre 2019         | 7 septembre 2019         | 7 septembre 2019         | 7 septembre 2019         |                               |                | 8 septembre 2019 | 8 septembre 2019 | 8 septembre 2019 | 8 septembre 2019 |
|  | Rocasa Gran Canaria      | Rocasa Gran Canaria      | 21                       | 21                       |                               |                | 8 septembre 2019 | 8 septembre 2019 | 8 septembre 2019 | 8 septembre 2019 |
|  | Rocasa Gran Canaria      | Rocasa Gran Canaria      | 21                       | 21                       |                               |                | 8 septembre 2019 | 8 septembre 2019 | 8 septembre 2019 | 8 septembre 2019 |
|  | DHK Banik Most           | DHK Banik Most           | 28                       | 28                       |                               |                | 8 septembre 2019 | 8 septembre 2019 | 8 septembre 2019 | 8 septembre 2019 |
|  | DHK Banik Most           | DHK Banik Most           | 28                       | 28                       | DHK Banik Most                | DHK Banik Most | 35               | 35               |                  |                  |
|  | 7 septembre 2019         |                          |                          |                          | DHK Banik Most                | DHK Banik Most | 35               | 35               |                  |                  |
|  |                          |                          | Kastamonu Belediyesi GSK | Kastamonu Belediyesi GSK | 33                            | 33             |                  |                  |                  |                  |
|  | Kastamonu Belediyesi GSK | Kastamonu Belediyesi GSK | Kastamonu Belediyesi GSK | Kastamonu Belediyesi GSK | 33                            | 33             | 31               | 31               |                  |                  |
|  | Kastamonu Belediyesi GSK | Kastamonu Belediyesi GSK |                          |                          |                               |                |                  | 31               |                  |                  |
|  | ŽORK Jagodina            | ŽORK Jagodina            | 15                       | 15                       |                               |                |                  |                  |                  |                  |
|  | ŽORK Jagodina            | ŽORK Jagodina            | 15                       | 15                       | Match pour la troisième place |                |                  |                  |                  |                  |
|  |                          |                          |                          |                          |                               |                |                  |                  |                  |                  |
|  | 8 septembre 2019         |                          |                          |                          |                               |                |                  |                  |                  |                  |
|  | Rocasa Gran Canaria      | Rocasa Gran Canaria      | 28                       | 28                       |                               |                |                  |                  |                  |                  |
|  | Rocasa Gran Canaria      | Rocasa Gran Canaria      | 28                       | 28                       |                               |                |                  |                  |                  |                  |
|  | ŽORK Jagodina            | ŽORK Jagodina            | 15                       | 15                       |                               |                |                  |                  |                  |                  |
|  | ŽORK Jagodina            | ŽORK Jagodina            | 15                       | 15                       |                               |                |                  |                  |                  |                  |

| Pl.                                     | Équipe                           |
| Qualifié pour la phase de groupe        | Qualifié pour la phase de groupe |
| --------------------------------------- | -------------------------------- |
| 1                                       | DHK Banik Most                   |
| Reversé au 3e tour de la coupe de l'EHF |                                  |
| 2                                       | Kastamonu Belediyesi GSK         |
| 3                                       | Rocasa Gran Canaria              |
| Reversé au 2e tour de la coupe de l'EHF |                                  |
| 4                                       | ŽORK Jagodina                    |

## Tour préliminaire
Légende
- Qualifié pour le tour principal.
- Reversé en Phase de groupe de la Coupe de l'EHF.

### Groupe A
|   | Équipe              | Pts | J | G | N | P | Bp  | Bc  | Diff |  | Résultats (dom.\ext.) |       |       |       |       |
| - | ------------------- | --- | - | - | - | - | --- | --- | ---- |  | --------------------- | ----- | ----- | ----- | ----- |
| 1 | Metz Handball       | 10  | 6 | 4 | 2 | 0 | 194 | 158 | 36   |  | Metz Handball         |       | 26-17 | 24-24 | 40-26 |
| 2 | Vipers Kristiansand | 7   | 6 | 3 | 1 | 2 | 178 | 168 | 10   |  | Vipers Kristiansand   | 38-38 |       | 31-22 | 34-28 |
| 3 | Ferencváros TC      | 5   | 6 | 2 | 1 | 3 | 167 | 180 | -13  |  | Ferencváros TC        | 28-34 | 29-34 |       | 37-31 |
| 4 | Podravka Koprivnica | 2   | 6 | 1 | 0 | 5 | 161 | 194 | -33  |  | Podravka Koprivnica   | 25-32 | 25-24 | 26-27 |       |

### Groupe B
|   | Équipe       | Pts | J | G | N | P | Bp  | Bc  | Diff |  | Résultats (dom.\ext.) |       |       |       |       |
| - | ------------ | --- | - | - | - | - | --- | --- | ---- |  | --------------------- | ----- | ----- | ----- | ----- |
| 1 | Rostov-Don   | 9   | 6 | 4 | 1 | 1 | 167 | 143 | 24   |  | Rostov-Don            |       | 34-26 | 23-22 | 31-21 |
| 2 | Team Esbjerg | 8   | 6 | 4 | 0 | 2 | 167 | 149 | 18   |  | Team Esbjerg          | 31-26 |       | 22-24 | 35-22 |
| 3 | CSM Bucarest | 7   | 6 | 3 | 1 | 2 | 153 | 131 | 22   |  | CSM Bucarest          | 23-23 | 21-25 |       | 35-19 |
| 4 | MKS Lublin   | 0   | 6 | 0 | 0 | 6 | 123 | 187 | -64  |  | MKS Lublin            | 20-30 | 22-28 | 19-28 |       |

### Groupe C
|   | Équipe                  | Pts | J | G | N | P | Bp  | Bc  | Diff |  | Résultats (dom.\ext.)   |       |       |       |       |
| - | ----------------------- | --- | - | - | - | - | --- | --- | ---- |  | ----------------------- | ----- | ----- | ----- | ----- |
| 1 | Brest Bretagne Handball | 12  | 6 | 6 | 0 | 0 | 201 | 169 | 32   |  | Brest Bretagne Handball |       | 32-28 | 37-24 | 36-30 |
| 2 | Budućnost Podgorica     | 8   | 6 | 3 | 0 | 1 | 106 | 97  | 9    |  | Budućnost Podgorica     | 32-35 |       | 23-19 | 34-28 |
| 3 | SCM Râmnicu Vâlcea      | 2   | 6 | 1 | 0 | 5 | 148 | 165 | -17  |  | SCM Râmnicu Vâlcea      | 23-26 | 20-21 |       | 34-27 |
| 4 | SG BBM Bietigheim       | 2   | 6 | 1 | 0 | 5 | 171 | 197 | -26  |  | SG BBM Bietigheim       | 32-35 | 23-30 | 31-28 |       |

### Groupe D
|   | Équipe         | Pts | J | G | N | P | Bp  | Bc  | Diff |  | Résultats (dom.\ext.) |       |       |       |       |
| - | -------------- | --- | - | - | - | - | --- | --- | ---- |  | --------------------- | ----- | ----- | ----- | ----- |
| 1 | Győri ETO KC   | 12  | 6 | 6 | 0 | 0 | 216 | 147 | 69   |  | Győri ETO KC          |       | 35-23 | 31-26 | 35-29 |
| 2 | IK Sävehof     | 5   | 6 | 2 | 1 | 3 | 148 | 166 | -18  |  | IK Sävehof            | 27-36 |       | 21-25 | 24-19 |
| 3 | RK Krim        | 4   | 6 | 2 | 0 | 4 | 158 | 170 | -12  |  | RK Krim               | 21-33 | 26-28 |       | 29-31 |
| 4 | DHK Banik Most | 3   | 6 | 1 | 1 | 4 | 151 | 190 | -39  |  | DHK Banik Most        | 21-46 | 25-25 | 26-31 |       |

## Tour principal
Légende
- Qualifié pour les quarts de finale.
- Éliminé de la compétition.

Les résultats entre deux clubs issus d'un même groupe sont conservés.

### Groupe 1
|   | Équipe              | Pts | J  | G | N | P | Bp  | Bc  | Diff |  | Résultats (dom.\ext.) |       |       |       |       |       |       |
| - | ------------------- | --- | -- | - | - | - | --- | --- | ---- |  | --------------------- | ----- | ----- | ----- | ----- | ----- | ----- |
| 1 | Metz Handball       | 13  | 10 | 5 | 3 | 2 | 262 | 242 | 20   |  | Metz                  |       | 26-17 | 23-20 | 31-31 | 30-28 | 24-24 |
| 2 | Team Esbjerg        | 13  | 10 | 6 | 1 | 3 | 289 | 279 | 10   |  | Esbjerg               | 30-29 | 35-30 | 31-26 |       | 22-24 | 29-27 |
| 3 | Rostov-Don          | 13  | 10 | 6 | 1 | 3 | 279 | 266 | 13   |  | Rostov-Don            | 24-29 | 33-26 |       | 34-26 | 23-22 | 29-26 |
| 4 | CSM Bucarest        | 11  | 10 | 5 | 1 | 4 | 251 | 250 | 1    |  | Bucarest              | 32-27 | 28-22 | 23-23 | 21-25 |       | 27-24 |
| 5 | Vipers Kristiansand | 5   | 10 | 2 | 1 | 7 | 281 | 303 | -22  |  | Kristiansand          | 38-38 |       | 29-32 | 31-35 | 23-25 | 31-22 |
| 6 | Ferencváros TC      | 5   | 10 | 2 | 1 | 7 | 280 | 291 | -11  |  | Ferencváros           | 28-34 | 29-34 | 31-35 | 26-25 | 33-23 |       |

### Groupe 2
|   | Équipe                  | Pts | J  | G | N | P | Bp  | Bc  | Diff |  | Résultats (dom.\ext.) |       |       |       |       |       |       |
| - | ----------------------- | --- | -- | - | - | - | --- | --- | ---- |  | --------------------- | ----- | ----- | ----- | ----- | ----- | ----- |
| 1 | Győri ETO KC            | 19  | 10 | 9 | 1 | 0 | 309 | 252 | 57   |  | Győr                  |       | 27-27 | 26-24 | 31-26 | 35-23 | 35-29 |
| 2 | Brest Bretagne Handball | 17  | 10 | 8 | 1 | 1 | 311 | 253 | 58   |  | Brest                 | 28-29 |       | 32-28 | 37-26 | 31-22 | 37-24 |
| 3 | ŽRK Budućnost Podgorica | 10  | 10 | 5 | 0 | 5 | 271 | 266 | 5    |  | Budućnost             | 27-28 | 32-35 |       | 30-28 | 30-25 | 23-19 |
| 4 | SCM Râmnicu Vâlcea      | 7   | 10 | 3 | 1 | 6 | 245 | 252 | -7   |  | Vâlcea                | 20-29 | 23-26 | 20-21 | 31-16 | 28-20 |       |
| 5 | RK Krim                 | 5   | 10 | 2 | 1 | 7 | 250 | 291 | -41  |  | Krim                  | 21-33 | 25-29 | 29-23 |       | 26-28 | 28-28 |
| 6 | IK Sävehof              | 2   | 10 | 1 | 0 | 9 | 224 | 296 | -72  |  | Sävehof               | 27-36 | 17-29 | 24-33 | 21-25 |       | 17-23 |

## Quarts de finale
Initialement prévus du 3 au 5 avril (aller) et du 10 au 12 avril (retour), les quarts de finale ont été une première fois reportés les 17 ou 18 juin (aller) et 20 ou 21 juin 2020 (retour) du fait de la pandémie de Covid-19. Devant l'impossibilité de faire jouer ces matchs en juin, la Fédération européenne de handball espère pouvoir les jouer sur un match sec deux jours avant la finale à quatre, programmée aux 5 et 6 septembre 2020. Si la finale à quatre ne pouvait être tenue à cette date, elle est alors censée être reprogrammée en octobre, auquel cas les quarts de finale n'étaient pas joués et les clubs ayant terminé aux deux premières places du tour principal étaient directement qualifiées pour les demi-finales. Finalement, le 26 juin 2020, l'EHF décide que la compétition est définitivement annulée.
| Club                    | Score  | Club                    |
| ----------------------- | ------ | ----------------------- |
| CSM Bucarest            | annulé | Győri ETO KC            |
| Rostov-Don              | annulé | Brest Bretagne Handball |
| ŽRK Budućnost Podgorica | annulé | Team Esbjerg            |
| SCM Râmnicu Vâlcea      | annulé | Metz Handball           |

## Finale à quatre
Comme les saisons précédentes, la finale à quatre (Final Four) doit se dérouler dans la salle Papp László Budapest Sportaréna, à Budapest. Initialement prévue les 9 et 10 mai 2020, elle a été reportée au 5 et 6 septembre 2020 du fait de la pandémie de Covid-19. Si la finale à quatre ne pouvait être tenue à cette date, elle est alors censée être reprogrammée en octobre, auquel cas les quarts de finale n'étaient pas joués et les clubs ayant terminé aux deux premières places du tour principal étaient directement qualifiées pour les demi-finales : Metz Handball, Team Esbjerg, Győri ETO KC et Brest Bretagne Handball. 
Finalement, le 26 juin 2020, l'EHF décide que la compétition est définitivement annulée.

### Les championnes d'Europe
| Champion d'Europe - Ligue des champions féminine de l'EHF 2019-2020 Aucun |

## Statistiques et récompenses

### Meilleures joueuses
En juin 2020, alors qu'il était encore envisagé de terminer la saison en, l'EHF a dévoilé les meilleures joueuses de la compétition : 
| Poste            | Joueuse              | Club                    | Votes       |
| ---------------- | -------------------- | ----------------------- | ----------- |
| Gardienne de but | Amandine Leynaud     | Győri ETO KC            | 9 055 voix  |
| Ailière gauche   | Sanna Solberg        | Team Esbjerg            | 6 570 voix  |
| Arrière gauche   | Cristina Neagu       | CSM Bucarest            | 7 594 voix  |
| Demi-centre      | Stine Bredal Oftedal | Győri ETO KC            | 13 161 voix |
| Pivot            | Asma Elghaoui        | SCM Râmnicu Vâlcea      | 14 896 voix |
| Arrière droite   | Anna Viakhireva      | Rostov-Don              | 9 158 voix  |
| Ailière droite   | Jovanka Radičević    | ŽRK Budućnost Podgorica | 7 462 voix  |
| Défenseur        | Eduarda Amorim       | Győri ETO KC            | 11 029 voix |
| Meilleure jeune  | Noémi Háfra          | FTC Budapest            | 7 440 voix  |
| Entraîneur       | Emmanuel Mayonnade   | Metz Handball           | 6 927 voix  |

### Meilleures marqueuses
Au terme de la phase de groupes, les meilleures marqueuses sont
| Rang | Nom                  | Équipe                  | Buts |
| ---- | -------------------- | ----------------------- | ---- |
| 1    | Jovanka Radičević    | Budućnost Podgorica     | 97   |
| 2    | Katrin Klujber       | Ferencváros TC          | 84   |
| 3    | Ana Gros             | Brest Bretagne Handball | 78   |
| 4    | Estavana Polman      | Team Esbjerg            | 74   |
| 5    | Cristina Neagu       | CSM Bucarest            | 72   |
| 6    | Alja Varagić         | RK Krim                 | 62   |
| 7    | Sonja Frey           | Team Esbjerg            | 61   |
| 8    | Stine Bredal Oftedal | Győri ETO KC            | 58   |
| 9    | Anna Viakhireva      | Rostov-Don              | 57   |
| 10   | Ioulia Managarova    | Rostov-Don              | 56   |